# Abusir
| pr · Z1 | st | ir | A40 |

Abusir (egipatski: Per Uesir, "Kuća Ozirisova"; grčki Βούσιρις; arapski ابوصي) je ime za nekropolu u Egiptu i ime obližnjeg sela koje je dobilo ime prema ovom arheološkom lokalitetu. Nalazi se nekoliko kilometara sjeverno od Sakare i južno od glavnog grada Kaira, i također je služio kao nekropola prijestolnice egipatskog starog kraljevstva, Memfisa, osobito V. dinastije, jer je obližnja Giza bila prepuna.
Ovdje je pronađena i najveća zbirka egipatskih tekstova Starog kraljevstva, tzv. Abusirski papirusi. Češki egiptološki institut izvodi iskapanja na ovom lokalitetu od 1976. godine.
U Abusiru je pronađeno više mastaba visokih egipatskih dužnosnika i njihovih obitelji, i ukupno 14 piramida od kojih su najsačuvanije sljedeće:
- tri glavne pripadaju Sahuri, Neferirkari Kakaiu i Njuserri Iniju
- manje piramide pripadaju kraljicama Neferefri, Kentkaues II. i još dvije neidentificiranih kraljica iz V. dinastije.

Piramide su znatno lošije od onih u Gizi (najpoznatija je Kufuova). No, i ova je nekropola 1979. godine upisana na UNESCO-ov popis mjesta svjetske baštine u Africi, zajedno s obližnjim drevnim gradom Memfisom, piramidama u Gizi i nekropolama Sakara i Dahšur.
- Karta grobnica u Abusiru
- 3D rekonstrukcija Abusirskih piramida
- Abusir
- Sahurijeva piramida
- Neferirkarijeva piramida
- Prizor iz grobnice Fetektija

## Vanjske poveznice
- Češki egiptološki institut: Abúsír, lokalitet (češ.) (engl.)
- Egipatski spomenici: Abusir